# Robert Hendrik Arntzenius
Robert Hendrik Arntzenius (Amsterdam, 19 december 1778 - Haarlem, 20 november 1823) was een Nederlands jurist en politicus.

## Leven
Arntzenius werd in 1798 student in Leiden. Na zijn studie werd hij advocaat in zijn geboortestad. Vervolgens was hij van 1814 tot 1820 advocaat-fiscaal voor de middelen te lande in Noord-Holland en daarna rijksadvocaat. De beide laatste jaren van zijn leven was hij lid van de Tweede Kamer.

## Werk
Van hem vindt men enige stukjes in de Kl. Dichterl. Handschr. van Uylenbroek en in de Muzenalmanakken. Voorts: Dichtl. Uitspanningen, Amst. 1801 en Nagel. Ged. 2 dln., Haarl. 1825.
- Bibliothèque nationale de France: cb167365328 (data)
- Biografisch Portaal: 76670833
- Digitale Bibliotheek voor de Nederlandse Letteren: arnt001
- Gemeinsame Normdatei: 173137911
- International Standard Name Identifier: 0000 0001 3998 7808
- Library of Congress Control Number: n96078323
- Nederlandse Thesaurus van Auteursnamen: 069810141
- Parlement.com: vg09llrbuwz2
- Virtual International Authority File: 205218394
- WorldCat: E39PBJfCt3WW9dXQQCQhkbHwG3